# Choquei
Choquei é uma conta nas redes sociais Instagram e Twitter criada pelo brasileiro Raphael Sousa Oliveira em 2014. Inicialmente especializada em notícias de entretenimento e fofocas, a conta se tornou notória ao cobrir notícias do mundo real, a partir de 2022. Em fevereiro desse ano, passou a cobrir a invasão da Ucrânia pela Rússia, mas a página foi criticada pela divulgação de informações sem fontes e fake news. Mais tarde naquele ano, ficou conhecida por sua cobertura sobre a política brasileira no contexto da eleição presidencial, adotando um viés contra o presidente e candidato à reeleição Jair Bolsonaro e a favor de Luiz Inácio Lula da Silva. Obteve repercussão nacional em dezembro de 2023, depois que uma jovem cometeu suicídio em razão de uma fake news publicada pela página.

## História
Raphael Sousa Oliveira, do estado de Goiás, é formado em fotografia e publicidade, mas não exerce nenhuma das duas profissões. Filho de um autônomo com uma funcionária pública, em novembro de 2014 criou a conta do Choquei no Instagram como um hobby. Na época, era vendedor de chips da TIM e ainda cursava faculdade. Por trabalhar em uma operadora de telefone móvel, passava o dia com o celular e, assim, conseguia conciliar as postagens com a venda de chips. No início, o foco do perfil era republicar "imagens fofas" de artistas. Com o passar do tempo, tais imagens começaram a viralizar. Com o aumento do alcance, Raphael passou a ter contato com artistas, fazer publicidade de clipes e vídeos e cobrir de eventos. Ele relata que Wesley Safadão, Simone & Simaria e Carlinhos Maia "apoiaram mandando mensagem, incentivando". O Choquei começou a dar retorno financeiro quando atingiu 100 mil seguidores, número conquistado meses após a sua criação. As primeiras publicidades foram de lojas de Goiânia, interessadas em alavancar as vendas e ganhar novos seguidores. Com o tempo, o perfil conseguiu grandes anunciantes, como Ambev e Americanas. Em 2020, o colunista do Metrópoles Leo Dias apontou o Choquei entre os "maiores Instagrams de celebridades do Brasil".
Até janeiro de 2022, o Choquei foi agenciado pela Banca Digital, braço de marketing de influência da empresa Mynd8. Raphael decidiu não renovar o contrato porque todo trabalho precisaria ser intermediado pela Banca Digital – antes, ele tinha autonomia para negociar sozinho os cachês de "presenças VIP" e acompanhar a gravação de DVDs de artistas, por exemplo. Em fevereiro, a equipe da conta era formada por quadro produtores de conteúdo, reunindo um estudante de ciência política, dois publicitários e um jornalista. Segundo Raphael, nessa época, o perfil do Choquei chegava, semanalmente, a uma média de 50 milhões de visitas, e contava com 16 milhões de seguidores no Instagram e mais de 1,4 milhão no Twitter. Durante o mês de outubro, o Instagram do perfil alcançou 47 milhões de usuários e teve 900 milhões de impressões (número de vezes em que apareceu no feed do usuário).
Em novembro de 2022, o Choquei contava com seis funcionários, que se mudaram para Goiânia devido ao trabalho no perfil. A equipe se dividia em turnos — as separações eram por três faixas de horário em dois períodos diários, ou seja, seis faixas por dia. Cada funcionário da equipe assumia uma faixa de horário e Raphael coordenava os trabalhos ao lado do namorado, que liderava o departamento comercial do CNPJ. A remuneração se dava por um salário fixo mais bonificações por postagens que conquistavam um alcance muito grande. Nessa época, Raphael considerava uma publicação como bem-sucedida no Twitter quando atingia 10 mil curtidas, enquanto, no Instagram, quando atingia 100 mil curtidas.
Em 2023, Raphael pretendia lançar um website de notícias.

## Conteúdo e repercussão
O Choquei é especializado em notícias de entretenimento e fofoca, se tornando conhecido por cobrir os reality shows Big Brother Brasil e A Fazenda. A frequência de postagens é irregular — nas palavras de Raphael, "Nós não temos meta. Tem dia que fazemos 40, 50, 60 postagens. E outros dias não chega a 10. Dependemos diariamente do que está acontecendo no mundo e não há rotina certa também." No entanto, o Choquei também mudou o foco de seu conteúdo diversas vezes; Raphael declarou que "postar notícias internacionais, de economia, começou a dar resultado e os seguidores que já eram fiéis passaram a elogiar". Tais mudanças de tema, porém, levaram a acusações de fake news e sensacionalismo. Em 2018, o Choquei mudou sua cobertura ao publicar a vitória de Jair Bolsonaro nas eleições presidenciais daquele ano. Em 13 minutos, a conta perdeu 10 mil seguidores. Em 10 de junho de 2022, o Choquei fez uma postagem sobre uma suposta cidade abandonada há milhares de anos na Amazônia, Ratanabá, que na verdade se tratava de uma teoria conspiratória disseminada por grupos de extrema-direita. Na mesma semana, o assunto se tornou um dos mais comentados das redes sociais e teve pico de pesquisas no Google, além de ser mencionado por Mario Frias, ex-secretário de Cultura do governo Jair Bolsonaro. Após a repercussão, a página excluiu a publicação e pediu desculpas pelo erro.

### Invasão da Ucrânia
No dia 24 de fevereiro, no mesmo minuto em que postava um vídeo sobre o Big Brother Brasil, o Choquei passou a cobrir a invasão da Ucrânia pela Rússia, publicando o tuíte "Presidente da Ucrânia se pronuncia e diz que se forem atacados pela Rússia, vão defender à altura". A repentina mudança de cobertura viralizou no Brasil e foi noticiada. O perfil foi um dos primeiros a comentar sobre a guerra no Brasil. A palavra "Choquei" ficou entre as mais comentadas no Twitter, e o perfil retirou de seu nome o subtítulo "BBB". O perfil fez diversas postagens em série sobre a guerra, tornando-se um assunto recorrente do Choquei, em meio a notas esporádicas sobre o BBB. Outros perfis dedicados a celebridades entraram na cobertura da guerra, despertando um debate nas redes sociais que foi impulsionado sobretudo pela conta Choquei. O perfil apresentava títulos de matérias da Folha de S.Paulo e cenas da CNN e Jornal da Globo, mas também "traduções apressadas" e frases "secas", como apenas "Explosões em Chernobyl."
Enquanto, no Instagram, seguidores pediam "orações [e] outros usavam trechos proféticos da Bíblia", no Twitter, a página foi criticada por não divulgar suas fontes, com seguidores apontando o "tom alarmista" e o sensacionalismo das postagens. Várias informações compartilhadas pela página não foram confirmadas por veículos de comunicação ou fontes oficiais. De fato, pelo menos duas postagens do Choquei foram apontadas como falsa, uma pela Agência Lupa e outra pelo Aos Fatos. Segundo Raphael, a partir do dia 25, a página passou a incluir fontes para suas informações e reduziu o volume de postagens.

### Política do Brasil
A intenção não era eleger A ou B. Nem ajudar, como não acho que ajudei. A campanha que fizemos foi para alertar sobre o cenário em que estávamos vivendo. O que mais me chateou foi o trato [de Jair Bolsonaro] com as vacinas. Vi amigos chorando por familiares que morreram. A mensagem que queríamos passar, com notícias políticas, era de conscientizar sobre os fatos desse tema.

—Raphael em novembro de 2022.
Apesar das críticas que recebeu quando publicou conteúdo sobre a invasão da Ucrânia, as postagens geraram repercussão, e o público passou a cobrar o posicionamento do Choquei em relação à política brasileira. Raphael disse que nunca se interessou por política, mas, com o governo Bolsonaro, assumiu um posicionamento contra o presidente, levando-o a adotar uma linha pró-Luiz Inácio Lula da Silva. Sendo assim, a política nacional e seus desdobramentos se tornaram parte da cobertura do Choquei. A esposa de Lula, Janja, se tornou fonte de Raphael; os dois se aproximaram no primeiro semestre de 2022, quando começaram a conversar por mensagens diretas via Instagram.
No dia 17 de julho, o Choquei publicou um tuíte incentivando opositores de Bolsonaro a se inscreverem para retirar ingressos do evento oficial de lançamento de sua candidatura à reeleição, no Maracanãzinho, no Rio de Janeiro. Em cerca de uma semana, a postagem atingiu 22 mil curtidas e 7 mil retuítes. A ideia era que o local ficasse vazio, apesar de todos os ingressos serem retirados. Após a campanha digital, o Partido Liberal, sigla do presidente, cancelou cerca de 40 mil das 50 mil inscrições que haviam sido feitas, além de ter pedido uma investigação sobre o caso.
Durante a eleição presidencial no Brasil em 2022, o Choquei permaneceu entre as contas de maior repercussão no Twitter. No dia do segundo turno, em 30 de outubro, o ritmo de trabalho foi intenso; a página chegou a postar mais de dez conteúdos por hora sobre política, como apuração de votos e ação da Polícia Rodoviária Federal (PRF). 50 minutos antes do Tribunal Superior Eleitoral anunciar o resultado oficial, o Choquei publicou que Lula havia vencido as eleições. O alcance das publicações foi elevado: a postagem sobre a vitória de Lula rendeu 79 mil comentários e 1,3 milhão de curtidas no Instagram, enquanto, no Twitter, o mesmo conteúdo obteve 286 mil curtidas, o recorde de engajamento da página. Ainda no dia do segundo turno, o Choquei ganhou 160 mil novos seguidores no Twitter e outros 60 mil no Instagram. Janja convidou Raphael para subir no carro de som oficial na Avenida Paulista para acompanhar o discurso da vitória de Lula, mas ele não pôde comparecer.
Segundo Raphael, o tom da cobertura política, com claro viés a favor de Lula, não impactou em seu faturamento, nem afastou potenciais anunciantes: ainda em outubro, Raphael fechou contratos publicitários com a cervejaria Spaten, com a marca de higiene pessoal Dove e com a rede de fast-food McDonald's para ações de Black Friday. No dia 1.º de novembro, o Choquei anunciou que havia enviado um correspondente para Brasília para a cobertura do discurso de Bolsonaro no Palácio do Planalto. Raphael e seu namorado participaram da posse de Lula no dia 1.º de janeiro de 2023.

### Morte de Jessica Vitória Dias Canedo
Em dezembro de 2023, o Choquei repercutiu uma fake news dizendo que Jessica Vitória Dias Canedo seria amante de Whindersson Nunes. Ambos negaram a informação; uma postagem de Jessica foi ironizada pelo dono do Choquei, Raphael, aludindo à extensão da mensagem: "Avisa para ela que a redação do ENEM já passou. Pelo amor de Deus!". No dia 22, a mãe de Jessica relatou que sua filha sofria de depressão e cometeu suicídio devido ao ódio que sofreu nas redes sociais dos seguidores da Choquei e outras páginas de fofoca. No dia 23, a página publicou um comunicado no Twitter lamentando o ocorrido, mas se isentando de responsabilidade. O comunicado foi criticado por usuários da plataforma.
...Em relação aos eventos que circulam nas redes sociais e que foram associados a um trágico evento envolvendo a jovem Jéssica Vitória Canedo, queremos ressaltar que todas as publicações foram feitas com base em dados disponíveis no momento e em estrito cumprimento das atividades habituais decorrentes do exercício do direito à informação...— Trechos da nota divulgada por Adélia Soares, advogada do perfil, em que admite a divulgação do falso affair de Jéssica e Whindersson Nunes.
Após a repercussão negativa da nota, a advogada Adélia Soares recebeu ataques em suas redes sociais e precisou recorrer aos órgãos de imprensa para negar a representação judicial da página Choquei.
O Ministro dos Direitos Humanos Silvio Almeida defendeu a regulação das redes sociais e afirmou "Tragédias como esta envolvem questões de saúde mental, sem dúvida, mas também, e talvez em maior proporção, questões de natureza política. A regulação das redes sociais torna-se um imperativo civilizatório, sem o qual não há falar-se em democracia ou mesmo em dignidade. O resto é aposta no caos, na morte e na monetização do sofrimento." A Ministra das Mulheres Cida Gonçalves afirmou que "É inadmissível que o conteúdo mentiroso contra Jéssica, que fez crescer uma campanha de difamação contra a jovem, não tenha sido retirado do ar nem pelo dono da página nem pela plataforma X ao longo de quase uma semana, mesmo depois dos apelos da própria Jéssica e de sua mãe" e defendeu a responsabilização da página pela divulgação da notícia falsa.
Em 6 de março de 2024, a Polícia Civil de Minas Gerais concluiu o inquérito e apontou que Jéssica Canedo criou e divulgou conteúdos do suposto relacionamento com o humorista Whindersson Nunes.

#### Suspensão no Instragram
No dia 03 de julho de 2025, a página foi suspensa no Instagram. Segundo o jornalista Ricardo Feltrin, a suspensão ocorreu após decisão da Justiça sobre o caso Jéssica. Segundo apurou o portal O Antagonista, o jornalista Feltrim disse que a Meta, do grupo Instagram, foi notificada sobre a decisão da juistiça e retirou a página do ar.

### Cobertura deA Fazenda 16
A Record fechou um contrato com a Banca Digital, uma empresa que firma parcerias com páginas na internet para campanhas de marketing viral. O acordo visa que perfis de fofoca e que comentam a vida de celebridades repercutam cenas e momentos de A Fazenda 16. Fazem parte do projeto perfis como Central da Fama e Gina Indelicada. Trata-se da primeira vez que a Record faz uma estratégia de marketing com participação da Banca Digital.
Outras páginas de influenciadores alegaram que não cobririam o programa de graça e decidiram boicotar vídeos e fatos do programa. Segundo a Folha de S.Paulo em 7 de outubro de 2024, páginas como Choquei e Gossip do Dia fariam parte do boicote.